# トム・ディチロ
トム・ディチロ（Tom DiCillo, 1954年 - ）はアメリカ合衆国の映画監督・脚本家である。インディペンデント映画界で活躍している。

## 略歴
オールド・ドミニオン大学でクリエイティブ・ライティングを学んだ。その後、ニューヨーク大学のフィルム・スクールで映画制作を学び、卒業後はジム・ジャームッシュなどの作品で撮影を手がけた。また同時に舞台も手がけ、自分で脚本を書いた『ジョニー・スエード』に主演もした。この作品は後にブラッド・ピット主演で映画化された。2作目のブラック・コメディ『リビング・イン・オブリビオン/悪夢の撮影日誌』もサンダンス映画祭等で高い評価を得た。

## 代表作品
- ジョニー・スエード Johnny Suede (1991)
- リビング・イン・オブリビオン/悪夢の撮影日誌 Living in Oblivion (1995)
- Box of Moon Light (1996)
- リアル・ブロンド The Real Blonde (1997)
- Double Whammy (2001)
- コーヒー&シガレッツ Coffee and Cigarettes (2003) 撮影のみ
- Delirious (2006)
- ロー&オーダー Law & Order: Criminal Intent (2006-2008) 4エピソードの監督を手がけた
- ドアーズ/まぼろしの世界 When You're Strange (2010) ドキュメンタリー映画